# Mist australiano

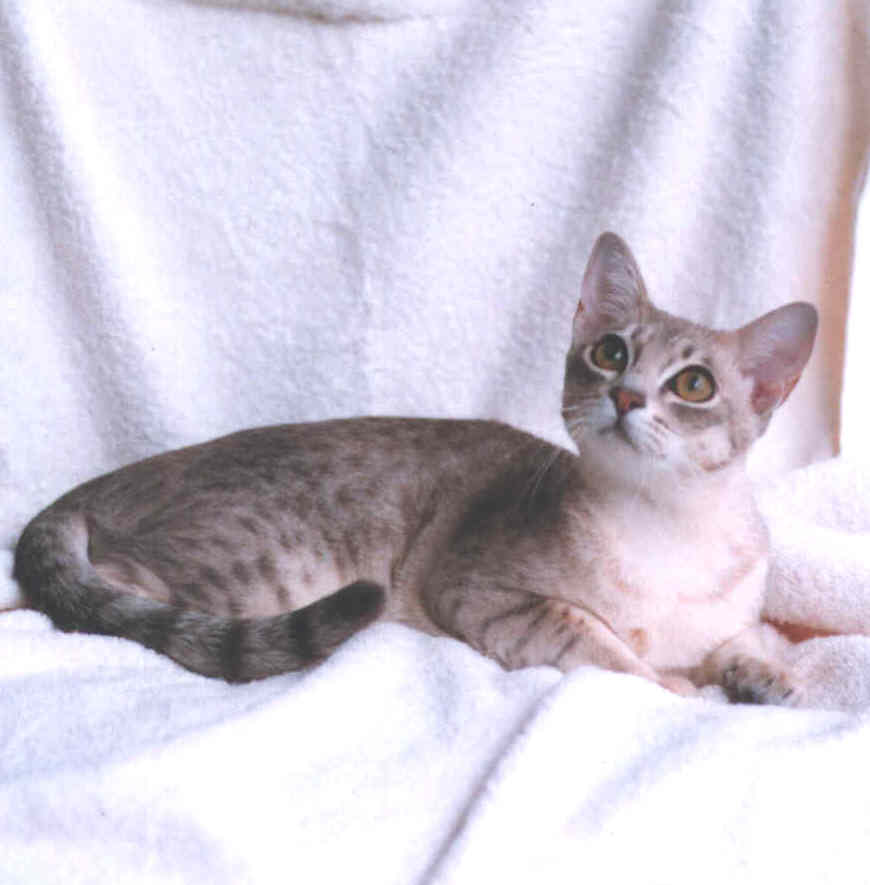
Um exemplar de Mist Australiano.

O Mist Australiano (Australian Mist) é uma raça de gatos desenvolvida na Austrália. A criação desses animais teve início no ano de 1976, por meio de cruzamentos sucessivos entre gatos abissínios, siameses e diversos gatos de pêlo curto domésticos, para criar um gato de pêlo curto com uma pelagem manchada. 